# Ногино (Костромская область)
Ногино — деревня в Ореховском сельском поселении Галичского района Костромской области России. 

## История
Согласно Спискам населенных мест Российской империи в 1872 году деревня Нагино относилась к 1 стану Галичского уезда Костромской губернии. В ней числилось 43 двора, проживало 103 мужчины и 135 женщин.
Согласно переписи населения 1897 года в деревне проживало 310 человек (141 мужчина и 169 женщин).
Согласно Списку населенных мест Костромской губернии в 1907 году деревня относилась к Костомской волости Галичского уезда Костромской губернии. По сведениям волостного правления за 1907 год в ней числилось 67 крестьянских дворов и 453 жителя. В деревне имелся сыроваренный завод. Основным занятием жителей деревни, помимо земледелия, был плотницкий промысел.
До муниципальной реформы 2010 года деревня также входила в состав Костомского сельского поселения.

## Население
| 2008 | 2010 | 2012 | 2014 |
| ---- | ---- | ---- | ---- |
| 0    | →0   | →0   | →0   |